# Danny McLennan
Daniel Morrison McLennan (Stirling, 5 maggio 1925 – Crail, 11 maggio 2004) è stato un allenatore di calcio e calciatore scozzese, di ruolo centrocampista.
Più volte vincitore, da calciatore, della Scottish League Cup con la maglia dell'East Fife, fu in seguito commissario tecnico di dieci diverse Nazionali. Ricevette il primo incarico manageriale al Berwick Rangers, nel 1957.

## Carriera

### Giocatore

#### Club
McLennan cominciò la carriera con la maglia dei Rangers, per poi trasferirsi al Dundee. Dopo la Seconda guerra mondiale, si trasferì all'East Fife, dove raggiunse l'apice della sua carriera da calciatore. Vinse tre edizioni della Scottish League Cup, di cui una piuttosto ricordata contro il Partick Thistle, nel 1954. Totalizzò 175 presenze e 16 reti con questa casacca. Si accordò poi con il Berwick Rangers, dove iniziò anche la sua carriera da manager.

### Allenatore
McLennan fu così nominato allenatore-giocatore del Berwick Rangers nel 1957. Successivamente si ritirò dall'attività agonistica e fu scelto come allenatore dello Stirling Albion. Il club si trovava all'ultimo posto nella Scottish Second Division ed era vicino alla bancarotta. Sotto la sua guida, però, la squadra riuscì a raggiungere la promozione e, per la prima volta nella sua storia, le semifinali della Scottish League Cup. Poco dopo, la dirigenza decise comunque di licenziarlo. Nel 1963, Stanley Rous (all'epoca presidente della FIFA) gli offrì la panchina delle Filippine, che McLennan accettò velocemente. Fu poi il commissario tecnico della Rhodesia e dell'Iran, raggiungendo in entrambe le avventure la qualificazione per i play-off, validi per il raggiungimento della fase finale del campionato mondiale: le sue squadre uscirono però sconfitte da questi incontri. Nel 1975 ricoprì il medesimo incarico per l'Iraq, dove iniziò una collaborazione con una delle stelle della squadra: Ammo Baba. Uno dei risultati più importanti raggiunti con questa selezione fu il successo per 7-1 sull'Arabia Saudita, nelle semifinali della Coppa delle Nazioni del Golfo 1976. Nel campionato 1978, allenò poi i norvegesi del Kongsvinger: non poté però salvare il club dalla retrocessione in 3. divisjon. Nel 1984, da commissario tecnico del Malawi, fece qualificare la selezione alla fase finale della Coppa delle Nazioni Africane, per la prima volta nella sua storia. Ebbe la sua ultima esperienza da allenatore in India, con il Churchill Brothers, prima di ritirarsi nel 2000.

## Palmarès

### Giocatore

#### Club

##### Competizioni nazionali
- Coppa di Lega scozzese: 3

East Fife: 1947-1948, 1949-1950, 1953-1954

### Allenatore

#### Competizioni nazionali
- Scottish Championship: 1

Stirling Albion: 1960-1961